# فرانسیسکو آگیره
فرانسیسکو آگیره (انگلیسی: Francisco Aguirre؛ زادهٔ ۱۹۰۸) یک بازیکن فوتبال اهل پاراگوئه بود.